# Teeatta
Teeatta es un género de arañas araneomorfas pertenecientes a la familia Amphinectidae. Se encuentra en Tasmania.

## Especies
Según The World Spider Catalog 12.0:
- Teeatta driesseni Davies, 2005
- Teeatta magna Davies, 2005
- Teeatta platnicki Davies, 2005